# Operacija Logorište
Operacija Logorište je bila vojna akcija velikosrpskih snaga tijekom agresije na Hrvatsku. Cilj joj je bio izvršiti proboj s oklopnim vozilima, vozilima i drugom mehanizacijom i ljudstvom iz vojarne u Logorištu u Karlovcu.
U Karlovcu je nakon neuspjelog napada 4. listopada 1991. ostala odsječena vojarna JNA u Logorištu u kojoj je bilo mnogo motornih vozila koji bi mnogo pomogli obrani Hrvatske da su hrvatske snage to uspjele zaplijeniti. U trenutku kad je JNA išla izvući svoje snage, u vojarni je bilo 67 tenkova, 10 borbenih oklopnih vozila, 100 kamiona i drugih vozila te mogno topničkog, raketnog i streljačkog naoružanja. 
U kontroverznim i do danas nerazjašnjenim okolnostima, neprijatelj je tijekom jeseni kroz redove hrvatskih snaga u vojarnu dovukao čak 400 novih vojnika, preko otvorenog gaza preko Korane dovlačena je kiselina za akumulatore tenkova, ali i vozači tenkova, odnosno ljudstvo, pa je u Logorištu trajala prava ratna priprema za operaciju izvlačenja. Upad hrvatskih snaga nije izvršen unatoč zapovijedi. Gradom je kolala dezinformacija o izgladnjelosti i iznemoglosti vojnika unutar te vojarne. 4. studenoga 1991. godine tenkovi JNA su u 8 i 40 sati krenuli u proboj iz vojarne te uz jaku topničku i minobacačku potporu krenuli u četiri pravca, prema Svetoj Doroteji (groblju na Logorištu), prema Bariloviću te dio prema Dugoj Resi te prema Banjskom Selu i Barilovićkom Leskovcu. Bez problema prošle su kroz nefunkcionalno minsko polje i predvođene domaćim četnicima, snage iz Logorišta doslovno su protutnjale krajem i iza sebe. Na pravcima na kojima su djelovale ubile su i masakrirale 14 hrvatskih civila. 
Proboj je završio 6. studenoga 1991. godine. Velikosrpske su snage preko lansirnog mosta u Malićima završila su s izvlačenjem snaga i uspjeli su izvući 33 tenka, 10 BOV-a, 51 kamion naoružanja, streljiva i 10 drugih, specijalnih vozila.
Na hrvatskoj strani, od izravnih sukoba, pretrpljenog granatiranja, raketiranja, poginulo je 6 pripadnika 110. brigade, te 17 iz 137. brigade i 3. bojne 2. A brigade, svi s područja Duge Rese.
Srpski pobunjenički izvori navode da je akcija izvlačenja bila gotova 4. studenoga, a da su srpski gubitci bili 26 mrtvih i 67 ranjenih vojnika.

## Vanjske poveznice
- dokumentarni film Operacija Logorište-proboj tenkova JNA i četnika iz vojarne u Logorištu (YouTube)
- Borna Marinić: Dogodilo se na današnji dan  Arhivirana inačica izvorne stranice od 23. studenoga 2015. (Wayback Machine) Granatiranje groblja Sveta Doroteja - 1. studenog - Domovinski rat